# مجموعة تويوتا

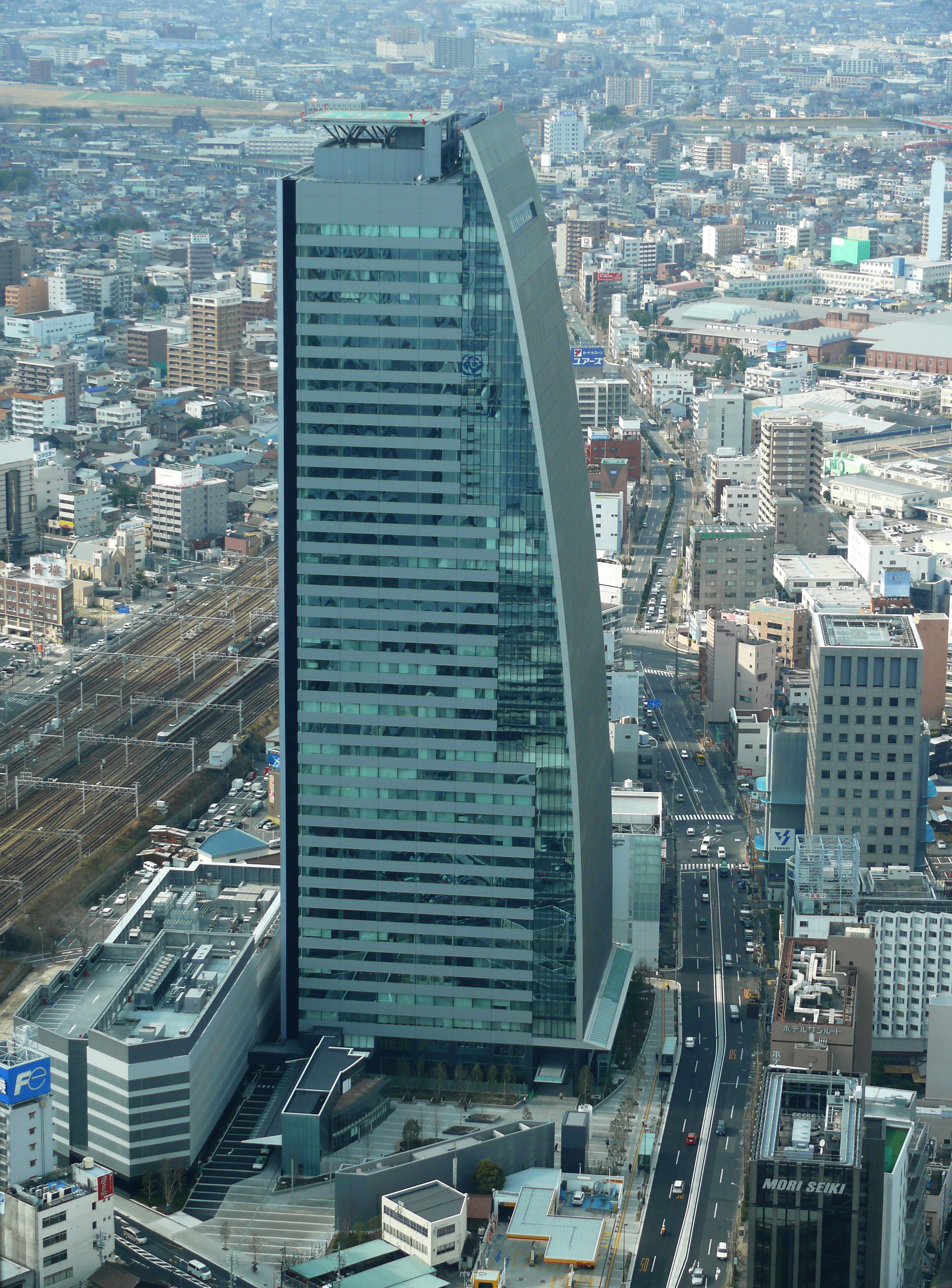

مجموعة تويوتا (باليابانية: トヨタグループ) هي مجموعة من الشركات التي تعمل معاً ومعظمها يشترك في اسم تويوتا.
الشركات الأساسية بهذه المجموعة هي شركة تويوتا للصناعات وشركة تويوتا للسيارات. وهذه الشركات هي:
- شركة تويوتا للصناعات (أسست عام 1926م).
- شركة جى تي إي ك تي (JTEKT) (أسست عام 1935م).
- شركة تويوتا للسيارات (1937م).
- شركة تويوتا لأجسام السيارات المحدودة (1940م).
- شركة آيتشي للحديد (1940م).
- أعمال كانتو للسيارات المحدودة (1945م).
- شركة تويوتا تسوشو (1946م).
- شركة آيسن سيكي المحدودة (1949م).
- شركة تويودا جوسي المحدودة (1949م).
- شركة دنسو (1949م).
- شركة تويوتا بوشوكو (1951م).
- شركة توا للخدمات العقارية المحدودة (1953م).
- شركة معامل تويوتا سنترال آر ودي (1960م).
- شركة تويوتا للخدمات المالية (2000م).
- شركة أنظمة اتصالات تويوتا المحدودة (2001م).
- شركة دايهاتسو للسيارات (1907م ، استحوذت تويوتا على 51% من الشركة منذ عام 1999م).
- هينو للسيارات (شاحنات وحافلات ديزل ، استحوذت تويوتا على 50.5% من الشركة منذ عام 2001م).
- شركة تويوفوجي للملاحة (شركة ملاحة لشحن سيارات تويوتا حول العالم).

المؤسسات الفرعية أو الشركات المملوكة جزئياً:
- مجموعة كيوهو كاي (شركة قطع غيار سيارات) 211 شركة.
- مجموعة كيوي كاي 123 شركة.
- شركة فوجي للصناعات الثقيلة المحدودة (المصنعة لسيارات سوبارو (تمتلك تويوتا 8.7% من الشركة).
- إيسوزو للسيارات المحدودة (تمتلك تويوتا 5.9% من الشركة).
- شركة ميساوا هومز القابضة (تمتلك تويوتا 13.4% من الشركة).
- صناعات السيارات الأسترالية المتحدة (يو أ أ آي) (اتحاد بين تويوتا أستراليا وجنرال موتورز - هولدن (1989-1996)).
- الشركة المتحدة الحديثة لصناعة السيارات (اتحاد بين تويوتا وجنرال موتورز (1984م)).